# Landkreis Unterallgäu

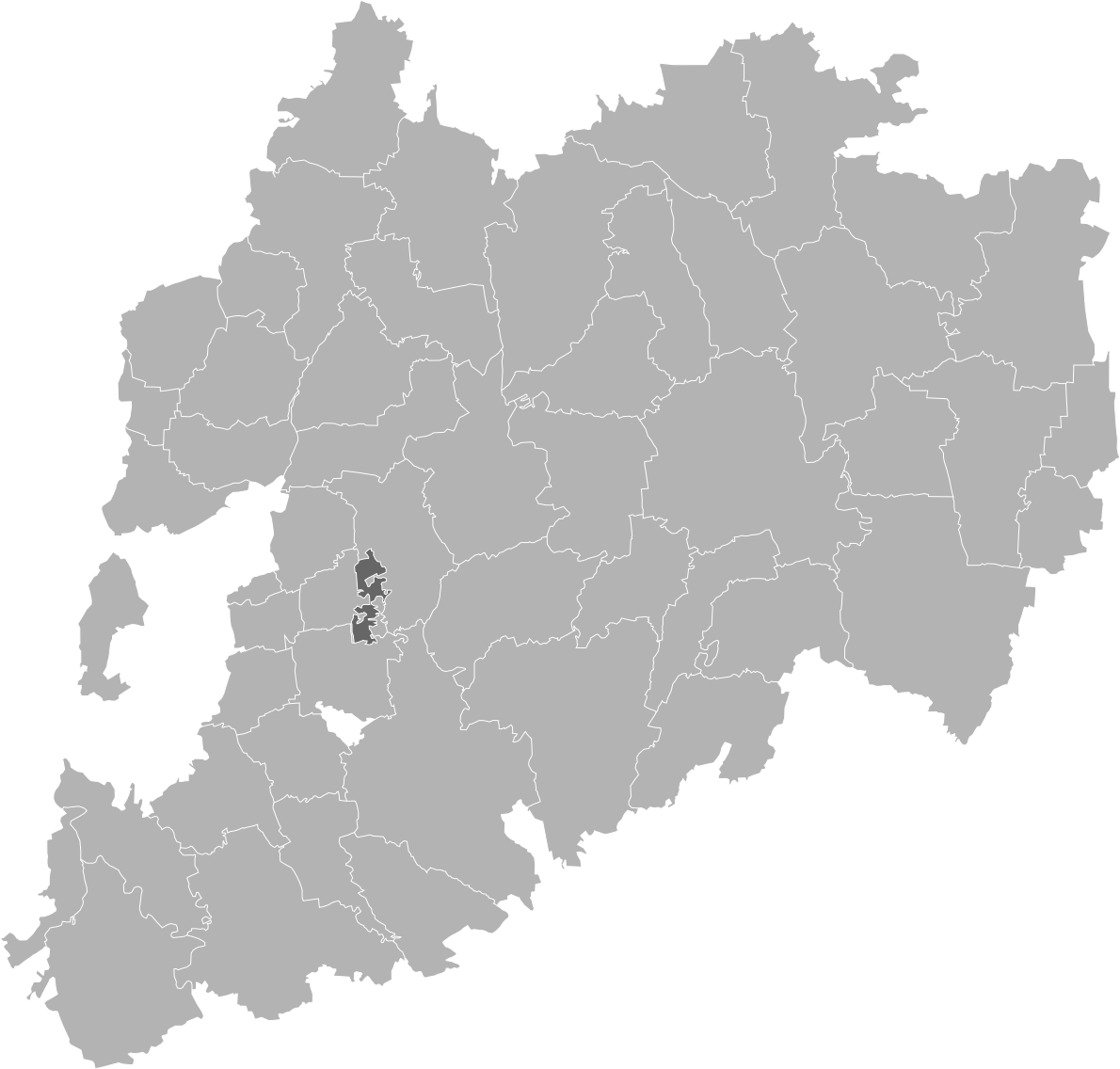
Der Landkreis Unterallgäu

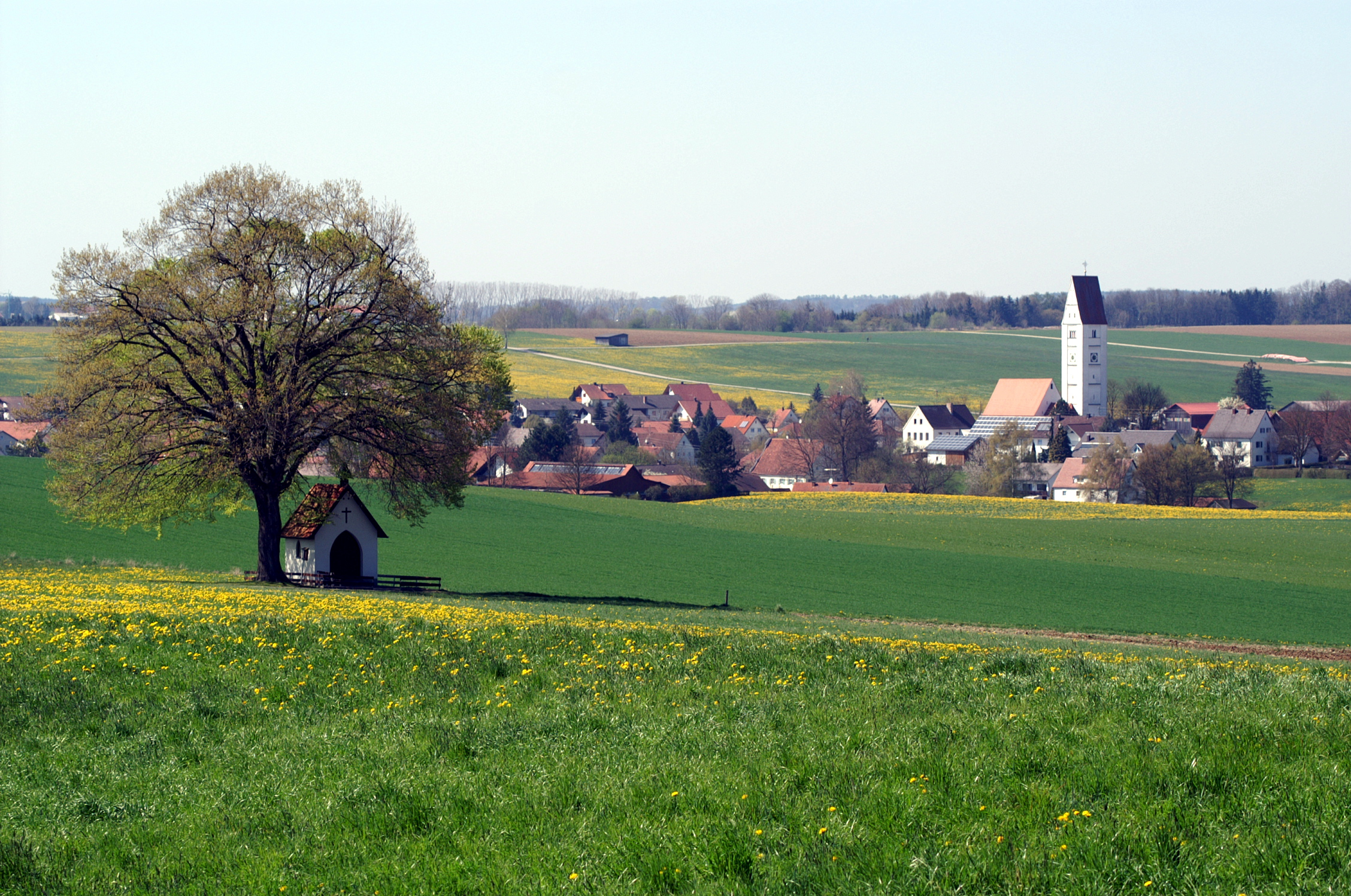
Mittelschwäbische Landschaft bei Eppishausen

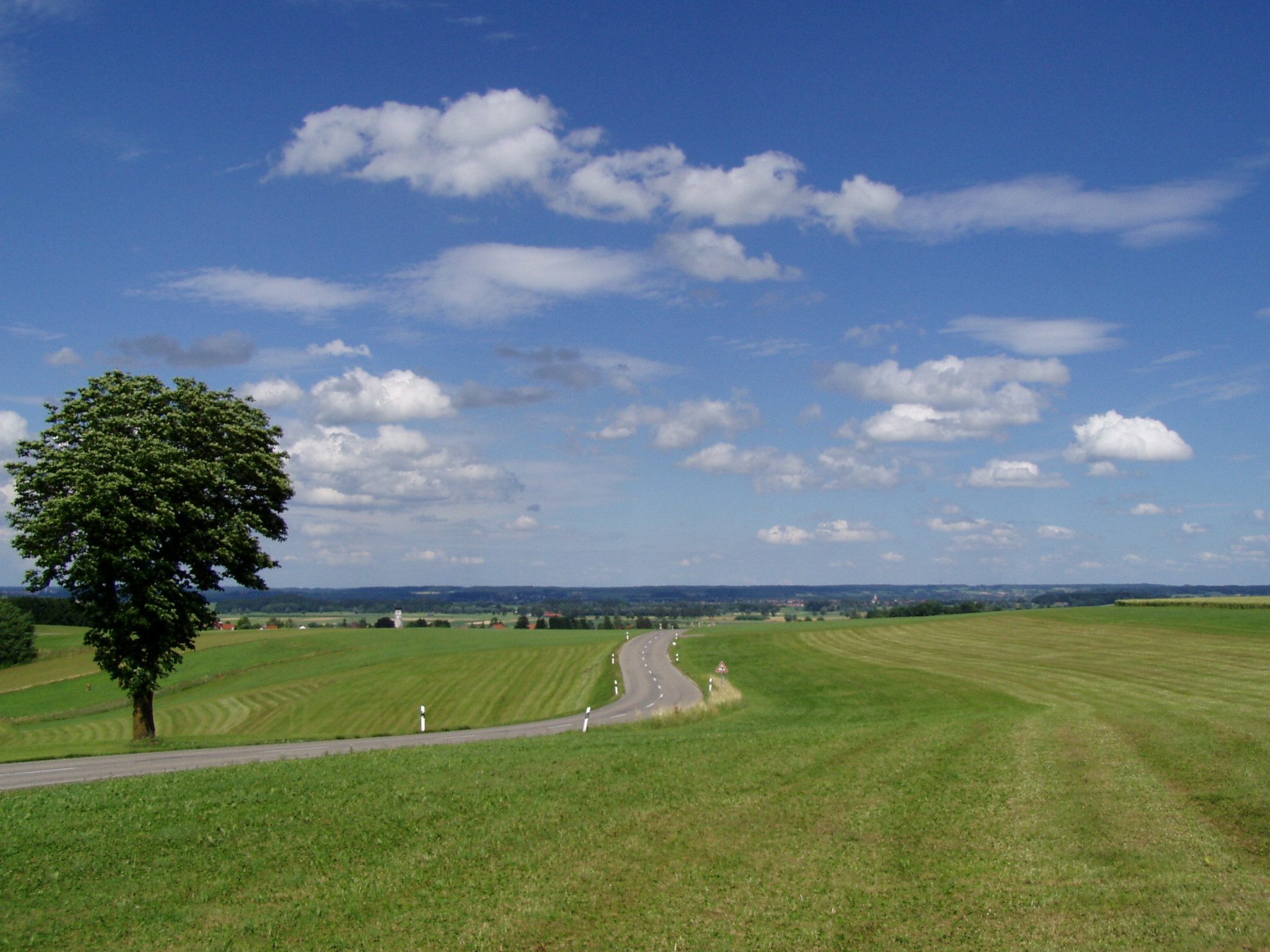
Bei Bedernau im nördlichen Landkreis

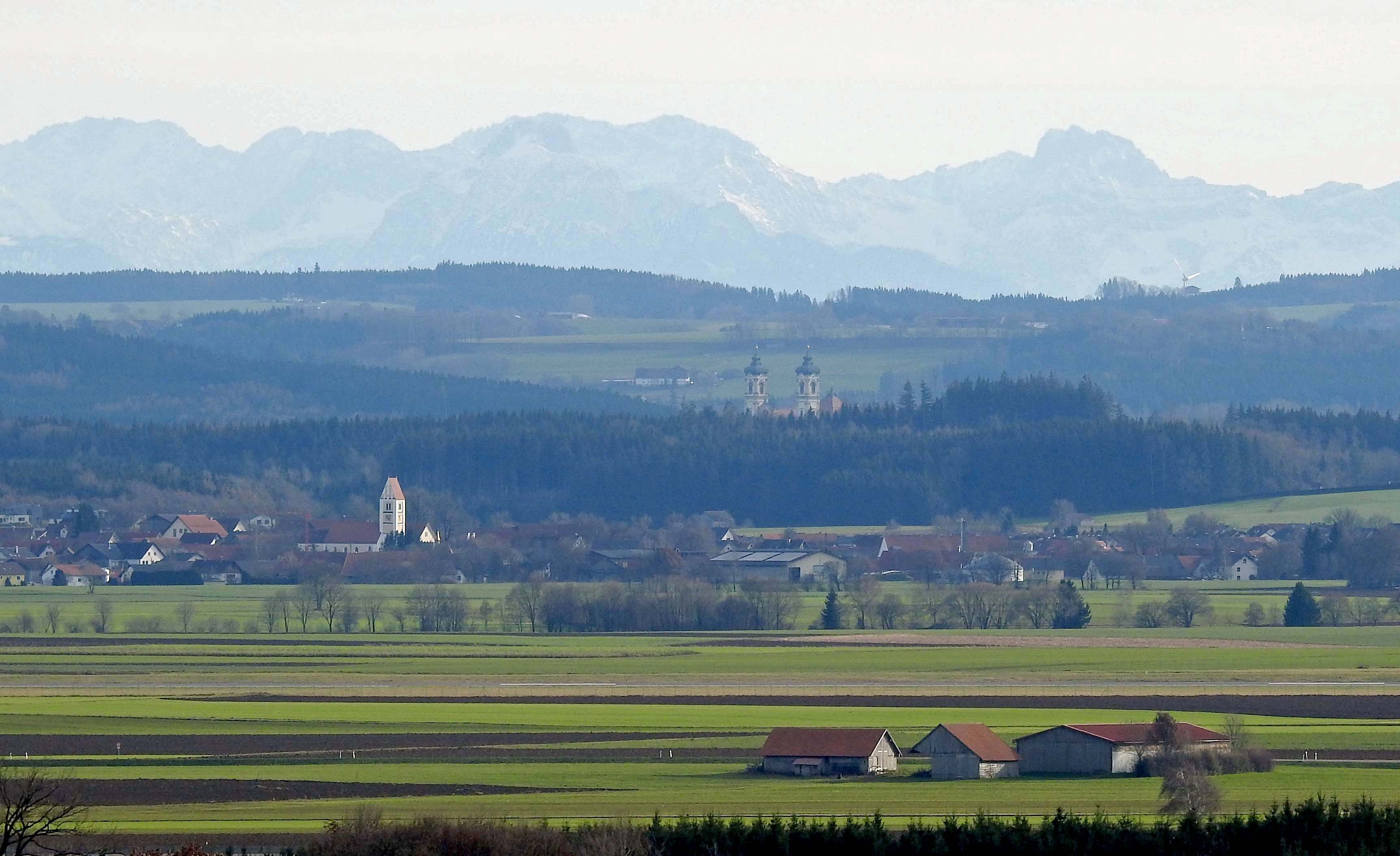
Hawangen und Klosterkirche Ottobeuren vor der Mieminger Kette

Der Landkreis Unterallgäu ist eine Gebietskörperschaft und liegt zentral im bayerischen Regierungsbezirk Schwaben. Er gehört zur Planungsregion Donau-Iller. Sitz der Kreisverwaltung ist die Kreisstadt Mindelheim, bevölkerungsreichste Stadt ist Bad Wörishofen. Gegründet wurde der Landkreis 1972 aus großen Teilen der früheren Landkreise Mindelheim und Memmingen und einigen Gemeinden der früheren Landkreise Illertissen, Kaufbeuren und Krumbach. Am 1. Mai 1973 erhielt er den neuen Namen Landkreis Unterallgäu. Das Kreisgebiet reicht nach Norden über den eigentlichen Allgäuer Raum hinaus, ein Teil des Kreises gehört landschaftlich zu Mittelschwaben. Vor allem die Bereiche um die Ortschaften Bad Grönenbach, Legau und Böhen können dem Allgäu zugerechnet werden.
Die Exklave Buxheim im Westen wird durch die kreisfreie Stadt Memmingen vom übrigen Kreisgebiet getrennt.

## Geographie

### Lage
Das südliche Kreisgebiet gehört dem Grünlandgebiet des voralpinen Hügellandes an; der nördliche Teil gehört zur Iller-Lech-Platte des schwäbisch-bayerischen Hügellandes. Der Landkreis hat mit der Iller im Westen und der Wertach im Osten zwei natürliche Grenzen, die als Grenzflüsse in etwa die Gebietsränder anzeigen. Zwei Gemeinden des Unterallgäus (Amberg und Wiedergeltingen) liegen östlich der Wertach.
Die Fläche des Landkreises umfasst 1.230,24 km². Er besteht aus 52 Städten, Märkten und Gemeinden. Die größte Nord-Süd-Ausdehnung in dem mittelgroßen Landkreis beträgt 54 km (Haselbach–Legau), die größte Ost-West-Ausdehnung 44 km (Heimertingen–Amberg). Das einzige noch gemeindefreie Gebiet ist der Ungerhauser Wald mit einer Fläche von 3,26 km². Die nördlichste Ortschaft des Unterallgäus ist Kettershausen, die südlichste ist Legau. Die westlichste Ortschaft ist Lautrach, die östlichste Amberg.

### Nachbarkreise
Der Landkreis grenzt im Uhrzeigersinn im Nordwesten beginnend an die bayerischen Landkreise Neu-Ulm, Günzburg, Augsburg, Ostallgäu und Oberallgäu sowie die baden-württembergischen Landkreise Ravensburg und Biberach. Außerdem grenzt er im Westen an die kreisfreie bayerische Stadt Memmingen.

### Landschaft und Klima
Das Kreisgebiet wird von den vier Längstälern von Iller, Günz, Mindel und Wertach durchzogen. Dazwischen finden sich meist bewaldete Endmoränen aus der Eiszeit. Das Land öffnet sich von Norden nach Süden aus breiten Ebenen zu einem abwechslungsreichen Hügelland. Im südlichen Teil gehört das Kreisgebiet landschaftlich dem ausgesprochenen voralpinen Gründlandgebiet an. Am Nordrand des Landkreises werden im Günztal nördlich von Zaiertshofen 510 und im Mindeltal nördlich von Tiefenried etwa 520 Höhenmeter gemessen. Das Gelände steigt nach Süden hin an und erreicht oberhalb von Oberwarlins (Gemeinde Böhen) an der Grenze zum Landkreis Oberallgäu mit 849 Metern seinen höchsten Punkt. Der Höhenunterschied beträgt also mehr als 300 Meter. In ähnlicher Relation schwankt auch das Klima der einzelnen Landkreisteile. Das Klima ist voralpin, wobei atlantische Einflüsse überwiegen. Im südlichen Landkreisbereich wird das Klima von Föhn- und Stauwetterlagen der Ostalpen beeinflusst. Niederschläge und Temperatur sind von der Höhenlage abhängig. Die Höhe der jährlichen Niederschläge beträgt zwischen 900 mm im Norden und 1.200 mm im Süden des Landkreises. Damit zählt das Unterallgäu zu den regenreichsten Gebieten Deutschlands.
Mit einer mittleren Temperatur von 6,8 bis 7,3 °C im Jahresdurchschnitt und 13 bis 15 °C in der Hauptwachstumszeit von Mai bis Juli sind die Temperaturen als „mäßig kühl“ oder „kühl“ einzustufen. Der südliche Landkreis rechnet schon aufgrund der Höhenlage bis 845 Meter zur kühleren Zone. Diese „Klimalinie“ läuft etwa von Legau über Bad Grönenbach, Ottobeuren, Wineden bis Warmisried.

### Natur, Natur- und Landschaftsschutz

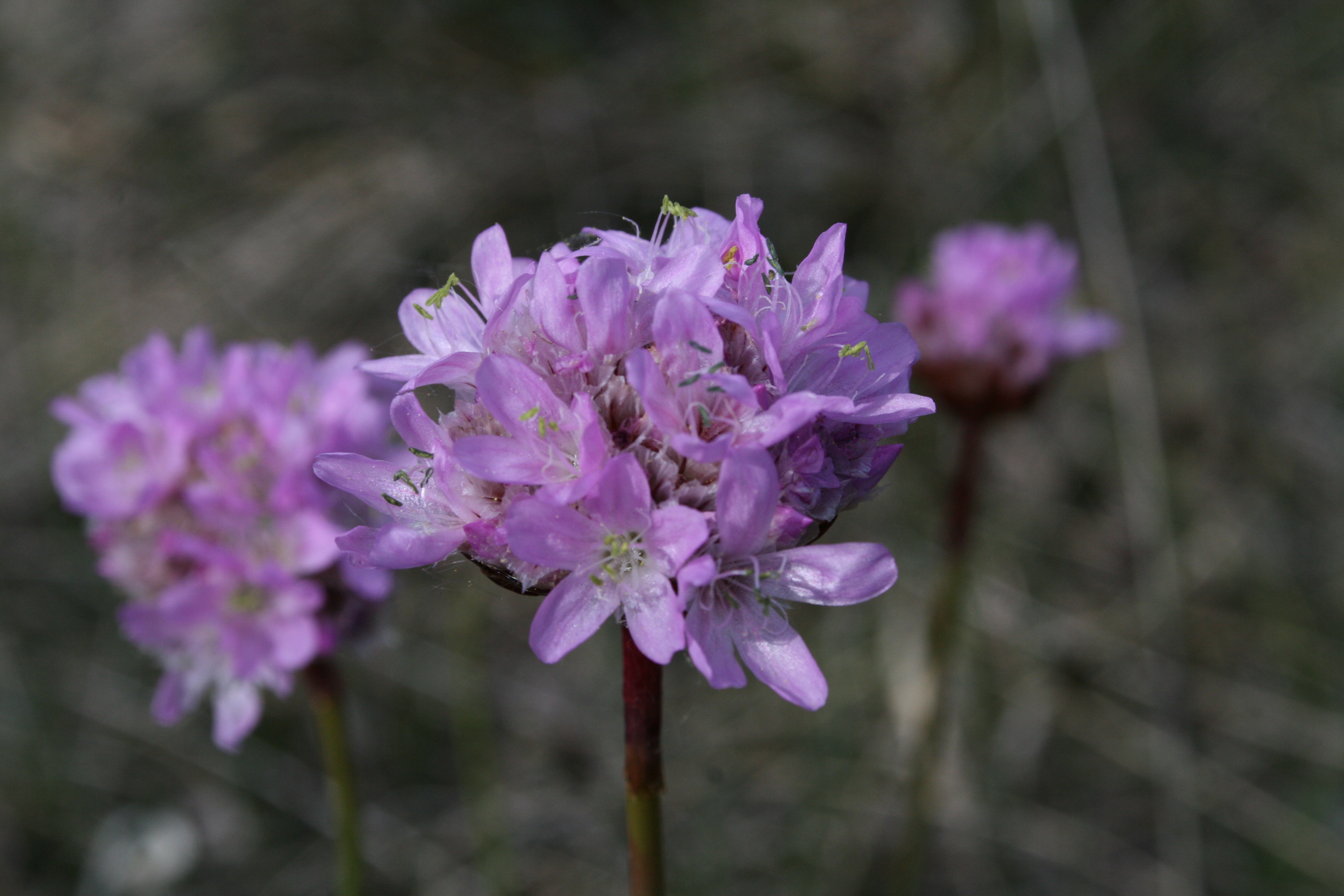
Die Riednelke im Benninger Ried, dem weltweit einzigen Platz, wo sie noch wächst

Der Naturpark Augsburg – Westliche Wälder, der im Süden bis Türkheim reicht und das Gebiet der Stauden umfasst, liegt mit etwa einem Zehntel seiner Fläche im Landkreis.
Zur Erhaltung ökologisch wertvoller Flächen und zum Schutz gefährdeter Tierarten ist der Landkreis bemüht, schutzwürdige Flächen aufzukaufen, um sie im naturnahen Zustand erhalten zu können und so das ökologische Gleichgewicht in den Teilregionen zu sichern. Naturschutzgebiete im Landkreis sind das Benninger Ried (22 ha), das Hundsmoor (21 ha) und das Pfaffenhauser Moos (ca. 51 ha) sowie das „Kettershauser Ried“ (44 ha).
Die Landschaftsschutzgebiete im Landkreis sind: Beiderseits der Iller (von der Landkreisgrenze Oberallgäu bis Lautrach, 800 ha), Untere Iller bei Kardorf (von Lautrach bis zur Stadtgrenze Memmingen, 80 ha), Südlich und östlich der Iller (westlich von Volkratshofen bis Buxheim, 170 ha), Illerauen nördlich von Buxheim (von Buxheim bis zur Landkreisgrenze Neu-Ulm, 400 ha), Mühlbachtal (südlich von Wolfertschwenden, 700 ha), Hochfirst (westlich von Erisried, 600 ha) und die Wertachauen (von der Landkreisgrenze Ostallgäu bis zur Landkreisgrenze Augsburg, 800 ha).
Nahezu 500 ausgewiesene Biotope gewährleisten den Erhalt ökologischer Ausgleichszonen inmitten landwirtschaftlichen Kulturlandes und zur Bebauung ungenutzter und vorgesehener Siedlungsbereiche. In der Naturdenkmalliste sind mehr als 100 weitere Naturdenkmäler festgehalten, davon sind die bedeutendsten:
- Aurikelschlucht (Markt Rettenbach, Gemarkung Engetried)
- Blumenwiese Goßmannshofen (Gemeinde und Gemarkung Lachen, im Eigentum des Landkreises)
- Geologische Orgeln bei Bossarts (Gemeinde Wolfertschwenden, Gemarkung Dietratried)
- Leinhang (Gemeinde und Gemarkung Heimertingen)

- Weiherbrunner Quellen (Markt Bad Grönenbach, Gemarkung Zell)

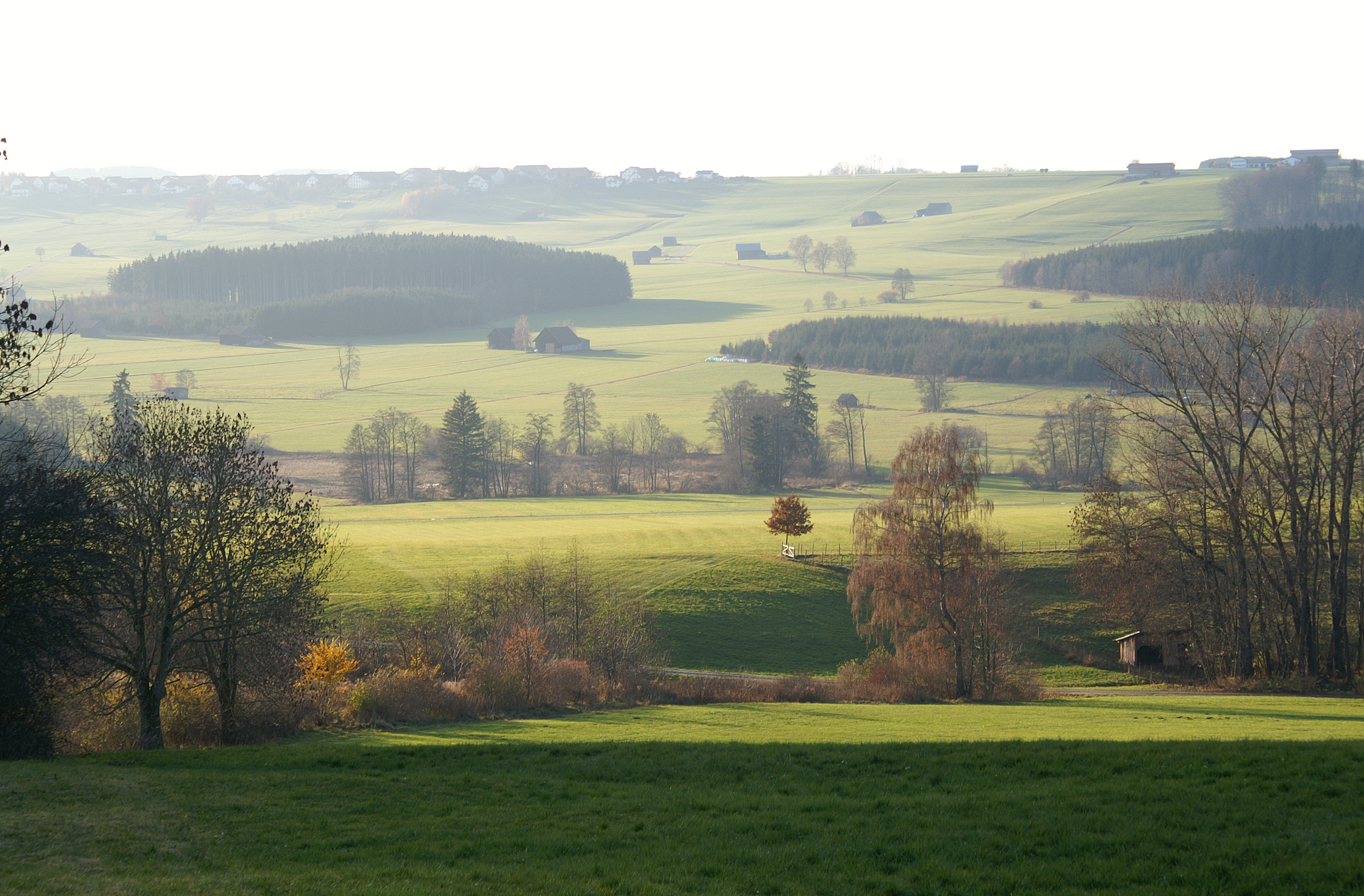
Mindeltal bei Unteregg

## Geschichte

### Herrschafts- und Verwaltungsgeschichte
Zu Beginn des 19. Jahrhunderts entstanden im heutigen Kreisgebiet 1804 die Landgerichte Grönenbach, Ottobeuren, Mindelheim und Türkheim. 1808 wurde das Stadtgericht Memmingen gebildet. Die Stadt Memmingen wurde 1809 durch die Einsetzung eines Polizeikommissärs eine kreisunmittelbare Stadt. Alle Verwaltungsbezirke gehörten zunächst zum Lechkreis, ab 1810 zum Illerkreis und ab 1817 zum Oberdonaukreis, der 1838 in Schwaben und Neuburg (später nur noch Schwaben) umbenannt wurde.
1862 wurde aus den Landgerichten Grönenbach und Ottobeuren sowie dem Landbezirk des Stadt- und Landgerichts Memmingen das Bezirksamt Memmingen gebildet. Letzteres wurde aus 14 Gemeinden des Landgerichts Grönenbach und Ottobeuren errichtet. Ferner entstand aus den Landgerichten Mindelheim und Türkheim das Bezirksamt Mindelheim. 1880 wurden einige Gemeinden dieses Bezirks in die Bezirke Kaufbeuren, Augsburg und Krumbach abgegeben.

Wappen des ehemaligen Landkreises Memmingen

Am 1. Januar 1939 wurde wie sonst überall im Deutschen Reich die Bezeichnung Landkreis eingeführt. So wurden aus den Bezirksämtern die Landkreise Memmingen und Mindelheim.
1940 wurde die kreisfreie Stadt Memmingen in den Landkreis Memmingen eingegliedert, doch wurde diese 1948 wieder kreisfrei.

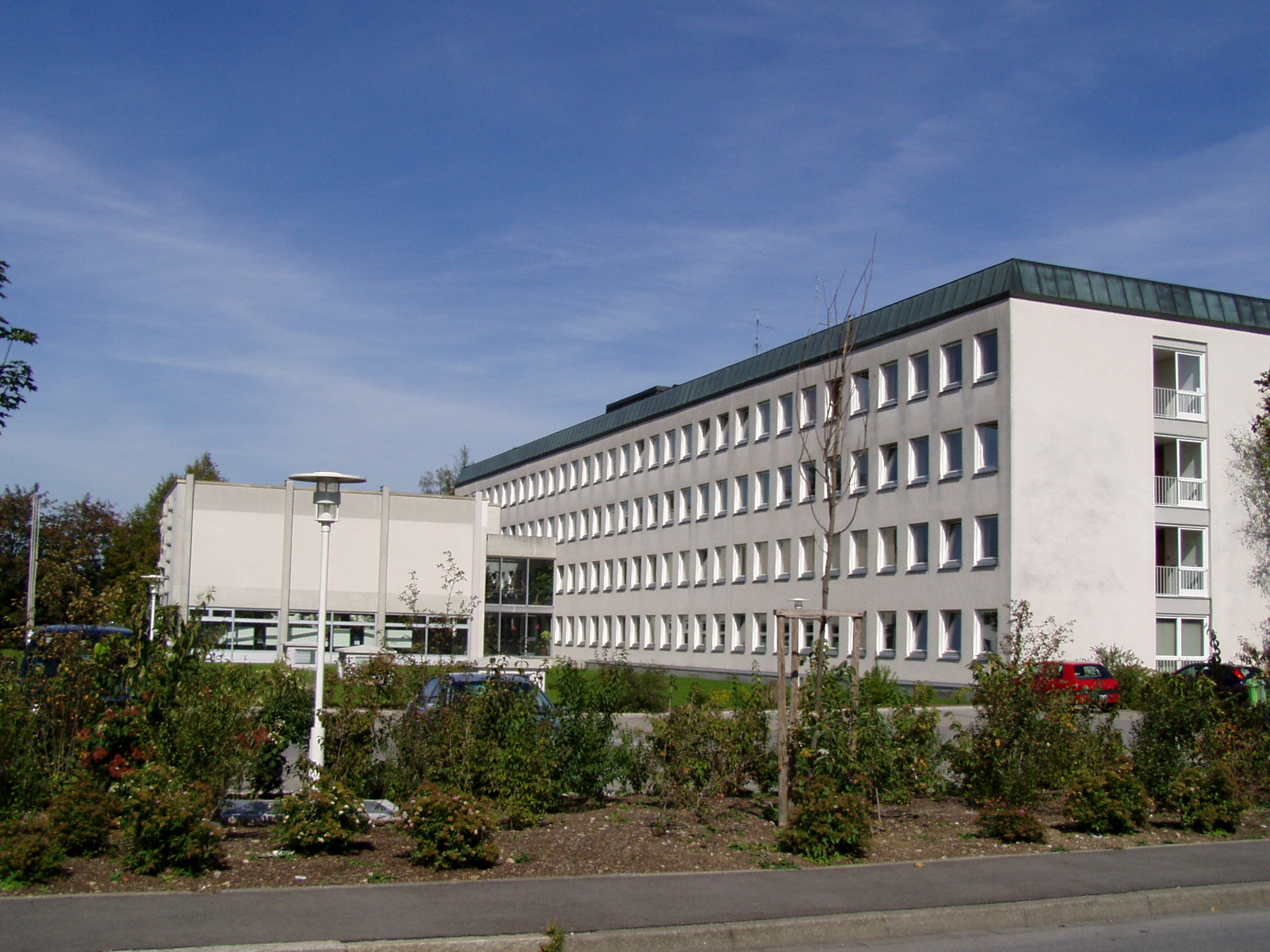
Landratsamt Unterallgäu in Mindelheim

Im Rahmen der Gebietsreform in Bayern wurde am 1. Juli 1972 aus den folgenden Bestandteilen ein neuer Landkreis Mindelheim gebildet:
- Alle Gemeinden des alten Landkreises Mindelheim mit Ausnahme der Gemeinde Traunried, die zum Landkreis Augsburg kam
- Alle Gemeinden des Landkreises Memmingen mit Ausnahme der Gemeinden Amendingen und Buxach, die in die kreisfreie Stadt Memmingen eingegliedert wurden
- Die Gemeinden Babenhausen, Dietershofen bei Babenhausen, Engishausen, Greimeltshofen, Herretshofen, Inneberg, Kirchhaslach, Klosterbeuren, Oberschönegg, Olgishofen, Reichau, Weinried, Winterrieden und Zaisertshofen aus dem Landkreis Illertissen
- Die Gemeinde Schlingen aus dem Landkreis Kaufbeuren
- Die Gemeinden Hasberg und Tiefenried aus dem Landkreis Krumbach (Schwaben)

Am 1. Mai 1973 erhielt der Landkreis seinen heutigen Namen Landkreis Unterallgäu. Wichtigste Herrschaftsträger der zahlreichen Hoheitsgebiete, die früher im Bereich des Landkreises bestanden, waren die oberschwäbische Reichsabtei Ottobeuren, die schwäbischen Fugger sowie die Memminger Unterhospitalstiftung.
Am 1. Juli 1976 trat der Landkreis Unterallgäu die Gemeinden Dickenreishausen, Eisenburg und Steinheim an die kreisfreie Stadt Memmingen ab, am 1. Mai 1978 außerdem die Gemeinde Volkratshofen mit Ferthofen. Am 1. Mai 1978 erhielt der Landkreis die Gemeinde Traunried aus dem Landkreis Augsburg, die in die Gemeinde Ettringen eingegliedert wurde sowie die Gemeinde  Kettershausen und das Dorf Unterschönegg (heute Ortsteil von Babenhausen) aus dem Landkreis Neu-Ulm.

### Entwicklung der Einwohnerzahlen

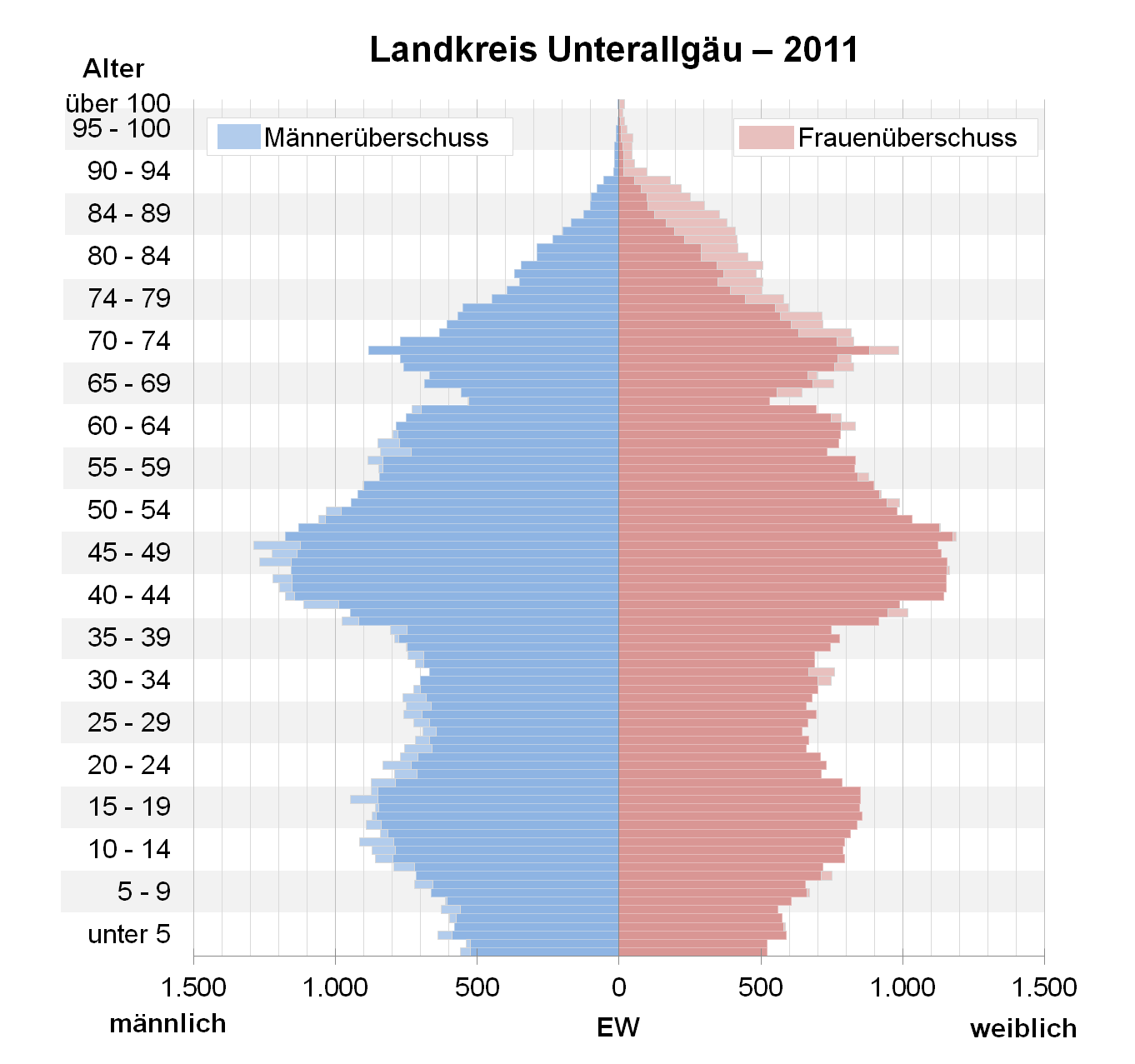
Bevölkerungspyramide für den Landkreis Unterallgäu (Datenquelle: Zensus 2011)

Von 1987 bis 2013 wuchs der Landkreis Unterallgäu um etwa 21.700 Einwohner. Zu Beginn des 21. Jahrhunderts stagnierte die Einwohnerzahl bei rund 136.000, ehe sie seit etwa 2010 wieder stetig anstieg. Mit Stand 31. Dezember 2013 lebten 137.484 Personen im Landkreis.
Zwischen 1988 und 2018 wuchs der Landkreis von 117.139 auf 144.041 um 26.902 Einwohner bzw. um 23 %.
Die nachfolgenden Zahlen beziehen sich auf den Gebietsstand vom 25. Mai 1987:
| Bevölkerungsentwicklung | Bevölkerungsentwicklung | Bevölkerungsentwicklung | Bevölkerungsentwicklung | Bevölkerungsentwicklung | Bevölkerungsentwicklung | Bevölkerungsentwicklung | Bevölkerungsentwicklung | Bevölkerungsentwicklung | Bevölkerungsentwicklung | Bevölkerungsentwicklung | Bevölkerungsentwicklung | Bevölkerungsentwicklung | Bevölkerungsentwicklung | Bevölkerungsentwicklung |
| ----------------------- | ----------------------- | ----------------------- | ----------------------- | ----------------------- | ----------------------- | ----------------------- | ----------------------- | ----------------------- | ----------------------- | ----------------------- | ----------------------- | ----------------------- | ----------------------- | ----------------------- |
| Jahr                    | 1840                    | 1900                    | 1939                    | 1950                    | 1961                    | 1970                    | 1987                    | 1990                    | 1995                    | 2000                    | 2005                    | 2010                    | 2015                    | 2020                    |
| Einwohner               | 58.780                  | 69.170                  | 78.132                  | 117.358                 | 104.927                 | 111.531                 | 115.770                 | 121.157                 | 130.166                 | 133.709                 | 135.708                 | 135.366                 | 140.419                 | 146.164                 |

## Politik

### Liste der Landräte
| Amtszeit                          | Landrat                | Partei | Sonstiges                          |
| --------------------------------- | ---------------------- | ------ | ---------------------------------- |
| 1. Juli 1972 bis 30. April 1978   | Otto Weikmann          | FWV    | 1967–1972 Landrat Kreis Mindelheim |
| 1. Mai 1978 bis 31. Juli 2006     | Hermann Haisch         | CSU    |                                    |
| 1. August 2006 bis 30. April 2020 | Hans-Joachim Weirather | FW     |                                    |
| Seit 1. Mai 2020                  | Alex Eder              | FW     |                                    |

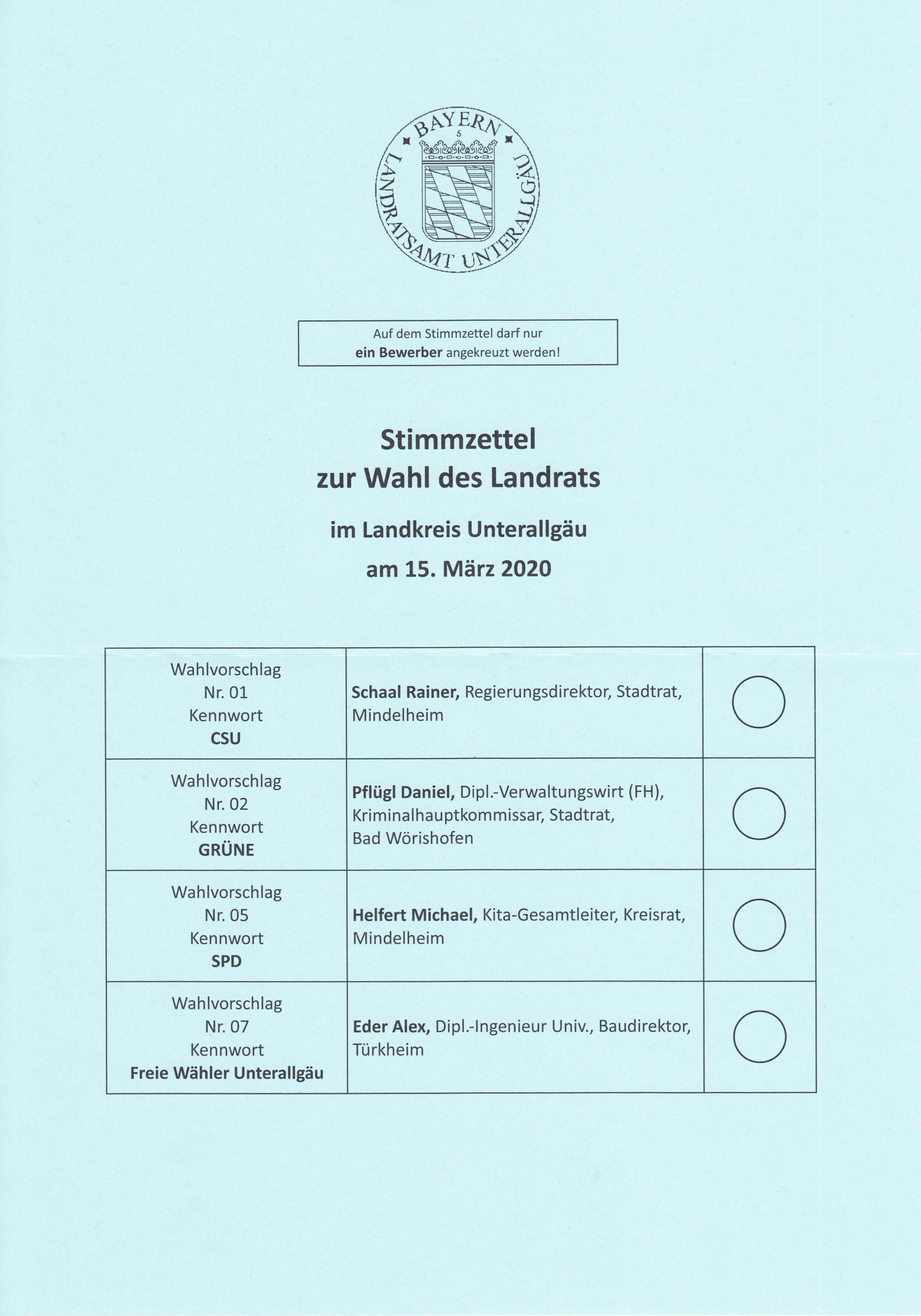
Stimmzettel zur Wahl des Landrats am 15. März 2020

Hans-Joachim Weirather setzte sich bei einer vorgezogenen Landratswahl am 16. Juli 2006 gegen seine Mitbewerber Klaus Holetschek (CSU), Michael Helfert (SPD) und Doris Kienle (GRÜNE) bereits im ersten Wahlgang durch. Bei der Landratswahl 2012 wurde er im Amt bestätigt. Stellvertreter des Landrates waren Stefan Winter (CSU), Helmut Koch (SPD) und Marlene Preisinger (FW).
Alex Eder fehlten bei der Wahl am 15. März 2020 lediglich 14 Stimmen zur absoluten Mehrheit unter vier Bewerbern; in der Stichwahl am 29. März 2020 erreichte er 80,1 % der Stimmen. Stellvertreter des Landrates sind seit Mai 2020 Stefan Winter (CSU), Michael Helfert (SPD) und Christian Seeberger (JWU) sowie seit Oktober 2023 Sandra Neubauer (Grüne).

### Kreistag
Die Kommunalwahl am 15. März 2020 führte im Landkreis Unterallgäu für den Kreistag zu folgendem Ergebnis:
| Parteien und Wählergemeinschaften | Parteien und Wählergemeinschaften                       | % 2020 | Sitze 2020 | % 2014 | Kommunalwahl 2020 %403020100 31,324,913,78,27,46,94,92,10,5 CSUFWGrüneJWUAfDSPDÖDPFDPLinkeGewinne und Verlusteim Vergleich zu 2014 %p 8 6 4 2 0 −2 −4 −6 −8−10−12−10,7+1,3+5,2+0,2+7,4−3,4−1,2+0,6+0,5CSUFWGrüneJWUAfDSPDÖDPFDPLinke |  |
| CSU                               | Christlich Soziale Union                                | 31,3   | 19         | 42,0   | Kommunalwahl 2020 %403020100 31,324,913,78,27,46,94,92,10,5 CSUFWGrüneJWUAfDSPDÖDPFDPLinkeGewinne und Verlusteim Vergleich zu 2014 %p 8 6 4 2 0 −2 −4 −6 −8−10−12−10,7+1,3+5,2+0,2+7,4−3,4−1,2+0,6+0,5CSUFWGrüneJWUAfDSPDÖDPFDPLinke |  |
| FW                                | Freie Wähler Unterallgäu                                | 24,9   | 15         | 23,6   | Kommunalwahl 2020 %403020100 31,324,913,78,27,46,94,92,10,5 CSUFWGrüneJWUAfDSPDÖDPFDPLinkeGewinne und Verlusteim Vergleich zu 2014 %p 8 6 4 2 0 −2 −4 −6 −8−10−12−10,7+1,3+5,2+0,2+7,4−3,4−1,2+0,6+0,5CSUFWGrüneJWUAfDSPDÖDPFDPLinke |  |
| Grüne                             | Grüne Bayern                                            | 13,7   | 8          | 8,5    | Kommunalwahl 2020 %403020100 31,324,913,78,27,46,94,92,10,5 CSUFWGrüneJWUAfDSPDÖDPFDPLinkeGewinne und Verlusteim Vergleich zu 2014 %p 8 6 4 2 0 −2 −4 −6 −8−10−12−10,7+1,3+5,2+0,2+7,4−3,4−1,2+0,6+0,5CSUFWGrüneJWUAfDSPDÖDPFDPLinke |  |
| JWU                               | Junge Wähler Union Unterallgäu e. V.                    | 8,2    | 5          | –      | Kommunalwahl 2020 %403020100 31,324,913,78,27,46,94,92,10,5 CSUFWGrüneJWUAfDSPDÖDPFDPLinkeGewinne und Verlusteim Vergleich zu 2014 %p 8 6 4 2 0 −2 −4 −6 −8−10−12−10,7+1,3+5,2+0,2+7,4−3,4−1,2+0,6+0,5CSUFWGrüneJWUAfDSPDÖDPFDPLinke |  |
| AfD                               | AfD Bayern                                              | 7,4    | 5          | –      | Kommunalwahl 2020 %403020100 31,324,913,78,27,46,94,92,10,5 CSUFWGrüneJWUAfDSPDÖDPFDPLinkeGewinne und Verlusteim Vergleich zu 2014 %p 8 6 4 2 0 −2 −4 −6 −8−10−12−10,7+1,3+5,2+0,2+7,4−3,4−1,2+0,6+0,5CSUFWGrüneJWUAfDSPDÖDPFDPLinke |  |
| SPD                               | SPD Bayern                                              | 6,9    | 4          | 10,3   | Kommunalwahl 2020 %403020100 31,324,913,78,27,46,94,92,10,5 CSUFWGrüneJWUAfDSPDÖDPFDPLinkeGewinne und Verlusteim Vergleich zu 2014 %p 8 6 4 2 0 −2 −4 −6 −8−10−12−10,7+1,3+5,2+0,2+7,4−3,4−1,2+0,6+0,5CSUFWGrüneJWUAfDSPDÖDPFDPLinke |  |
| ÖDP                               | Ökologisch-Demokratische Partei / Bürger für die Umwelt | 4,9    | 3          | 6,1    | Kommunalwahl 2020 %403020100 31,324,913,78,27,46,94,92,10,5 CSUFWGrüneJWUAfDSPDÖDPFDPLinkeGewinne und Verlusteim Vergleich zu 2014 %p 8 6 4 2 0 −2 −4 −6 −8−10−12−10,7+1,3+5,2+0,2+7,4−3,4−1,2+0,6+0,5CSUFWGrüneJWUAfDSPDÖDPFDPLinke |  |
| FDP                               | Freie Demokratische Partei Bayern                       | 2,1    | 1          | 1,5    | Kommunalwahl 2020 %403020100 31,324,913,78,27,46,94,92,10,5 CSUFWGrüneJWUAfDSPDÖDPFDPLinkeGewinne und Verlusteim Vergleich zu 2014 %p 8 6 4 2 0 −2 −4 −6 −8−10−12−10,7+1,3+5,2+0,2+7,4−3,4−1,2+0,6+0,5CSUFWGrüneJWUAfDSPDÖDPFDPLinke |  |
| LINKE                             | Linke Bayern                                            | 0,5    | –          | –      | Kommunalwahl 2020 %403020100 31,324,913,78,27,46,94,92,10,5 CSUFWGrüneJWUAfDSPDÖDPFDPLinkeGewinne und Verlusteim Vergleich zu 2014 %p 8 6 4 2 0 −2 −4 −6 −8−10−12−10,7+1,3+5,2+0,2+7,4−3,4−1,2+0,6+0,5CSUFWGrüneJWUAfDSPDÖDPFDPLinke |  |
| Gesamt                            | Gesamt                                                  | 100    | 60         | 100    | Kommunalwahl 2020 %403020100 31,324,913,78,27,46,94,92,10,5 CSUFWGrüneJWUAfDSPDÖDPFDPLinkeGewinne und Verlusteim Vergleich zu 2014 %p 8 6 4 2 0 −2 −4 −6 −8−10−12−10,7+1,3+5,2+0,2+7,4−3,4−1,2+0,6+0,5CSUFWGrüneJWUAfDSPDÖDPFDPLinke |  |
| Wahlbeteiligung                   | Wahlbeteiligung                                         | 61,0 % | 61,0 %     | 58,9 % | Kommunalwahl 2020 %403020100 31,324,913,78,27,46,94,92,10,5 CSUFWGrüneJWUAfDSPDÖDPFDPLinkeGewinne und Verlusteim Vergleich zu 2014 %p 8 6 4 2 0 −2 −4 −6 −8−10−12−10,7+1,3+5,2+0,2+7,4−3,4−1,2+0,6+0,5CSUFWGrüneJWUAfDSPDÖDPFDPLinke |  |

### Wappen, Flagge und Logo
| Wappen des Landkreises Unterallgäu | Blasonierung: „Durch eine eingeschweifte, gesenkte Spitze mit den bayerischen Rauten gespalten von Schwarz und Gold; vorne eine goldene Rosette, hinten eine blaue Lilie.“ |
| Wappen des Landkreises Unterallgäu | Wappenbegründung: Im südlichen Teil des Landkreises dominiert in geschichtlicher Beziehung die alte Reichsabtei Ottobeuren, deren heraldische Figur die goldene Rosette auf schwarzem Grund ist. Unter den weltlichen Herrschaftsträgern ist das Haus der Fugger mit seinen Zentren Kirchheim und Babenhausen zu nennen. Die Fuggersche Lilie repräsentiert diesen Teil der Kreisgeschichte. Die Herrschaften Mindelheim und Türkheim standen seit dem 17. Jahrhundert in enger Beziehung zu Bayern. Die bayerischen Rauten deuten hierauf und versinnbildlichen zudem die bayerische Verwaltung in Schwaben seit dem frühen 19. Jahrhundert. Der Entwurf des Wappens stammt von Stiftsarchivar und Kreisheimatpfleger Aegidius Kolb und die Gestaltung übernahm der Nördlinger Rudolf Mussgnug. |

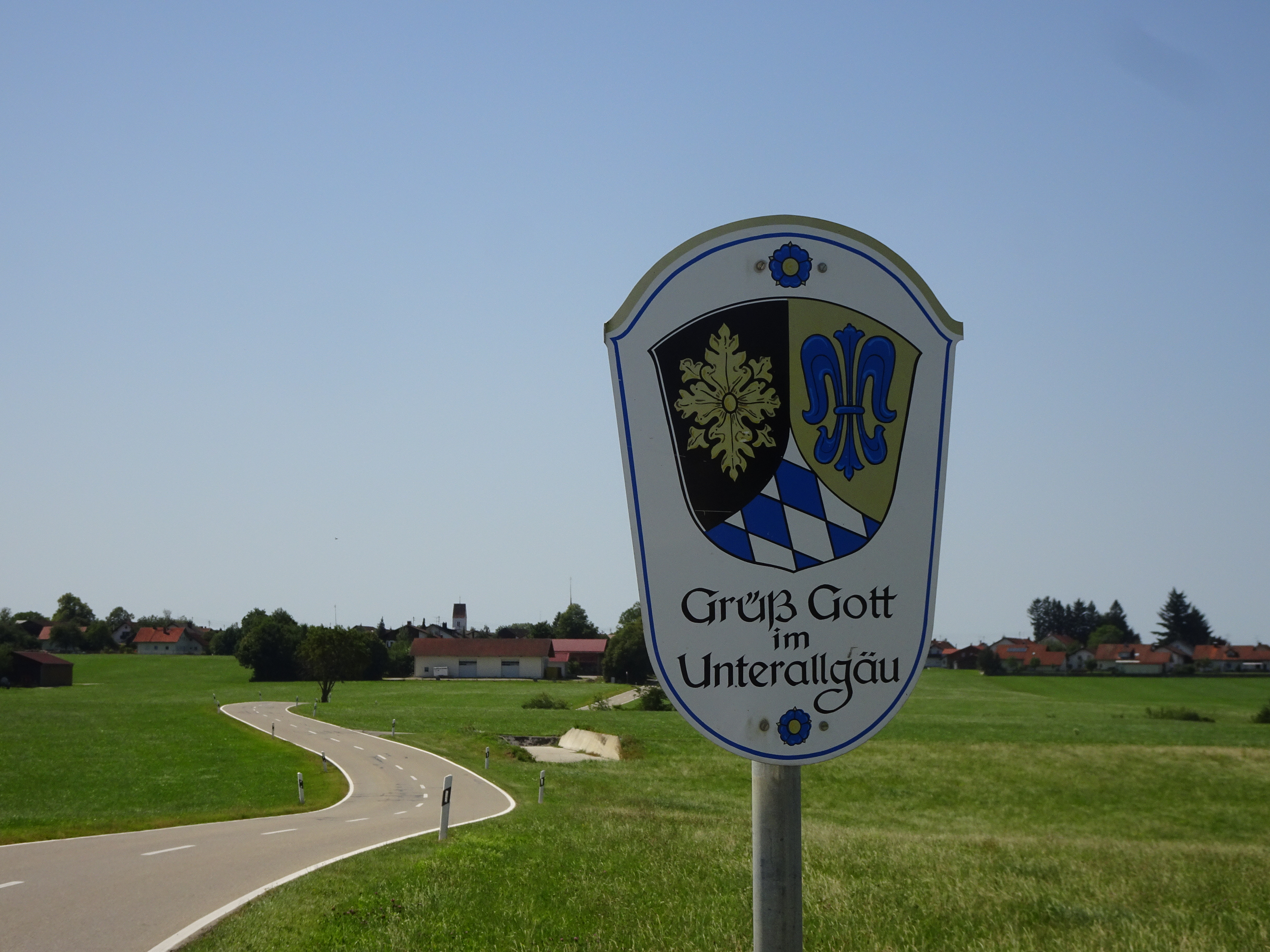
Landkreis Unterallgäu

Die Flagge ist Blau-Gelb-Blau gestreift mit und ohne aufgelegtem Kreiswappen.
Das Logo des Landkreises besteht aus dem Schriftzug Unterallgäu Landkreis sowie einer geschwungenen Linie in der die Farben Blau, Grün und Gelb wechseln. Das Wort Allgäu im Wort Unterallgäu ist dabei fettgeschrieben und zeugt von der Politik des Landrates Hans-Joachim Weirather der weiteren Voranschreitung der Verallgäuerung des eigentlich mittelschwäbischen Landkreises.

### Partnerkreise
Der Partnerlandkreis ist das polnische Powiat Gostyński; der Patenlandkreis ist Nordhausen.

## Wirtschaft und Infrastruktur

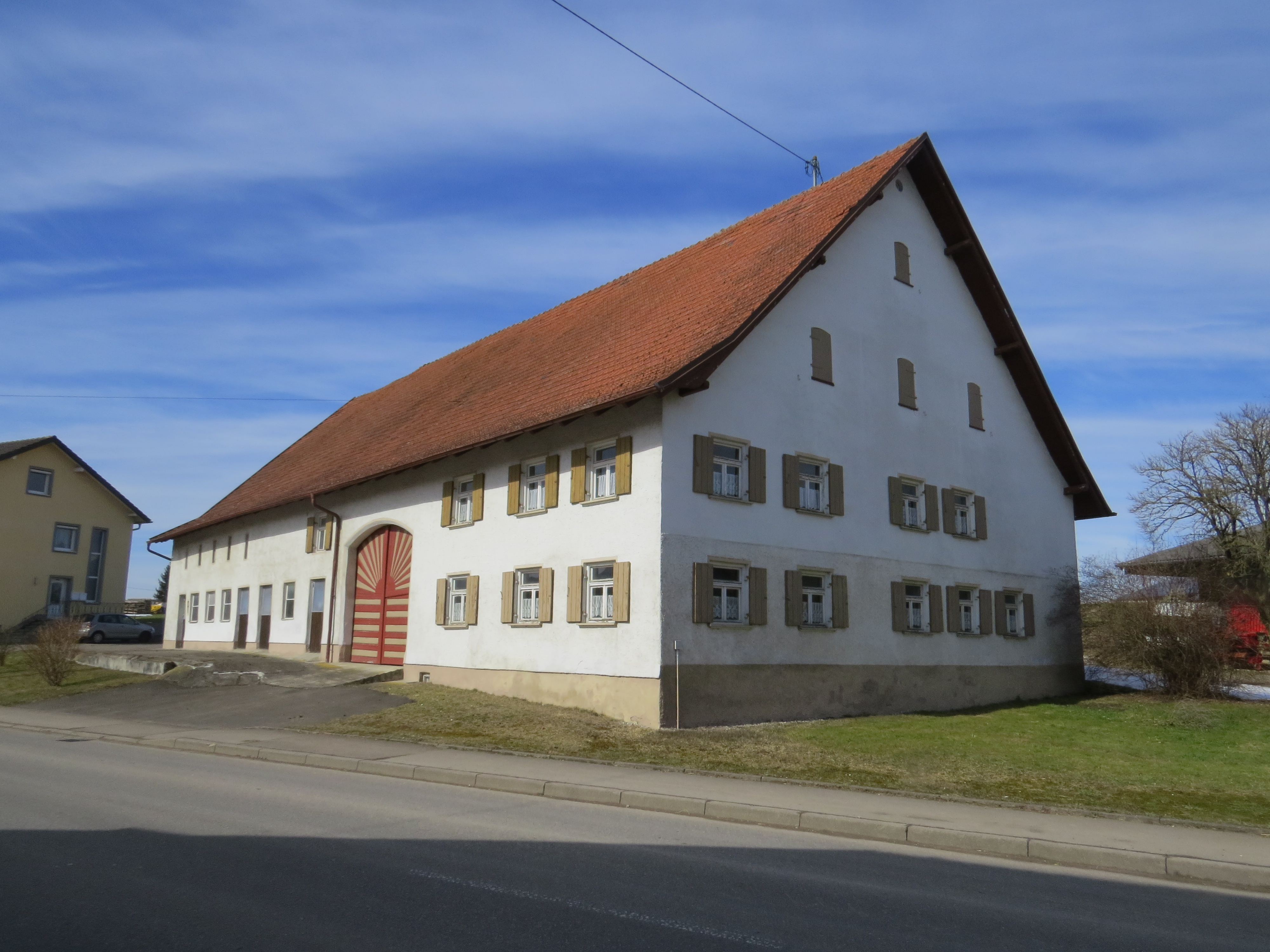
Unterallgäuer Bauernhof mit typischem Korbbogentor

Der Landkreis ist mit einem Tierbestand von 70.000 Kühen der milchstärkste Landkreis Bayerns. In den letzten Jahrzehnten hat der ehemals überwiegend landwirtschaftlich geprägte Landkreis einen starken wirtschaftlichen Wandel vollzogen und beherbergt mittlerweile eine gewerbliche Vielfalt aller Branchen. Dank der Investitionsbereitschaft der ansässigen Betriebe, der Neuansiedlung zukunftsorientierter Unternehmen und nicht zuletzt dem Fleiß der Bürger präsentiert sich das Unterallgäu heute als solider und krisenfester Wirtschaftsraum mit großem Zukunftspotential. Im Zukunftsatlas 2016 belegte der Landkreis Platz 115 von 402 Landkreisen, Kommunalverbänden und kreisfreien Städten in Deutschland und zählt damit zu den Regionen mit „Zukunftschancen“.
Bedeutende Arbeitgeber im Landkreis Unterallgäu sind unter anderem die Ehrmann SE in Oberschönegg, Multivac Sepp Haggenmüller in Wolfertschwenden, die Grob-Werke in Mindelheim und die Wanzl Metallwarenfabrik in Kirchheim.

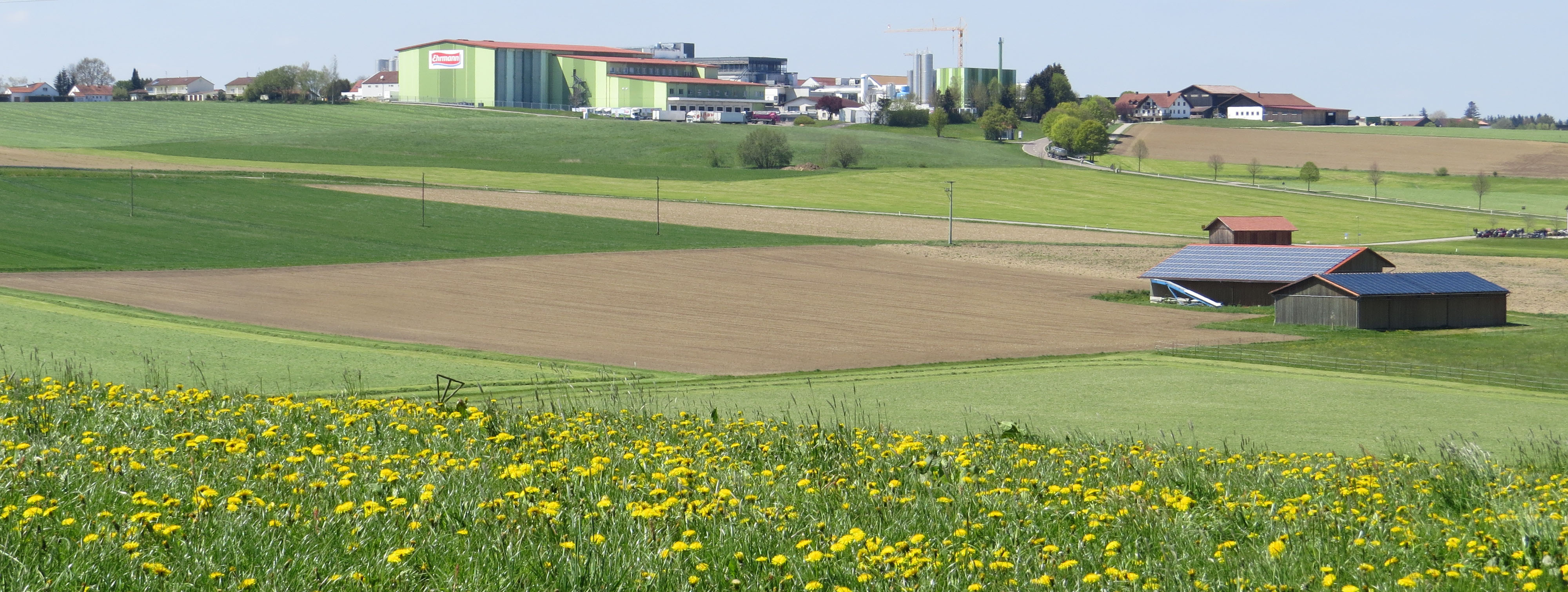
Firma Ehrmann in Oberschönegg

Die Arbeitslosenquote betrug im November 2017 im Landkreis Unterallgäu 1,6 %.

### Verkehr

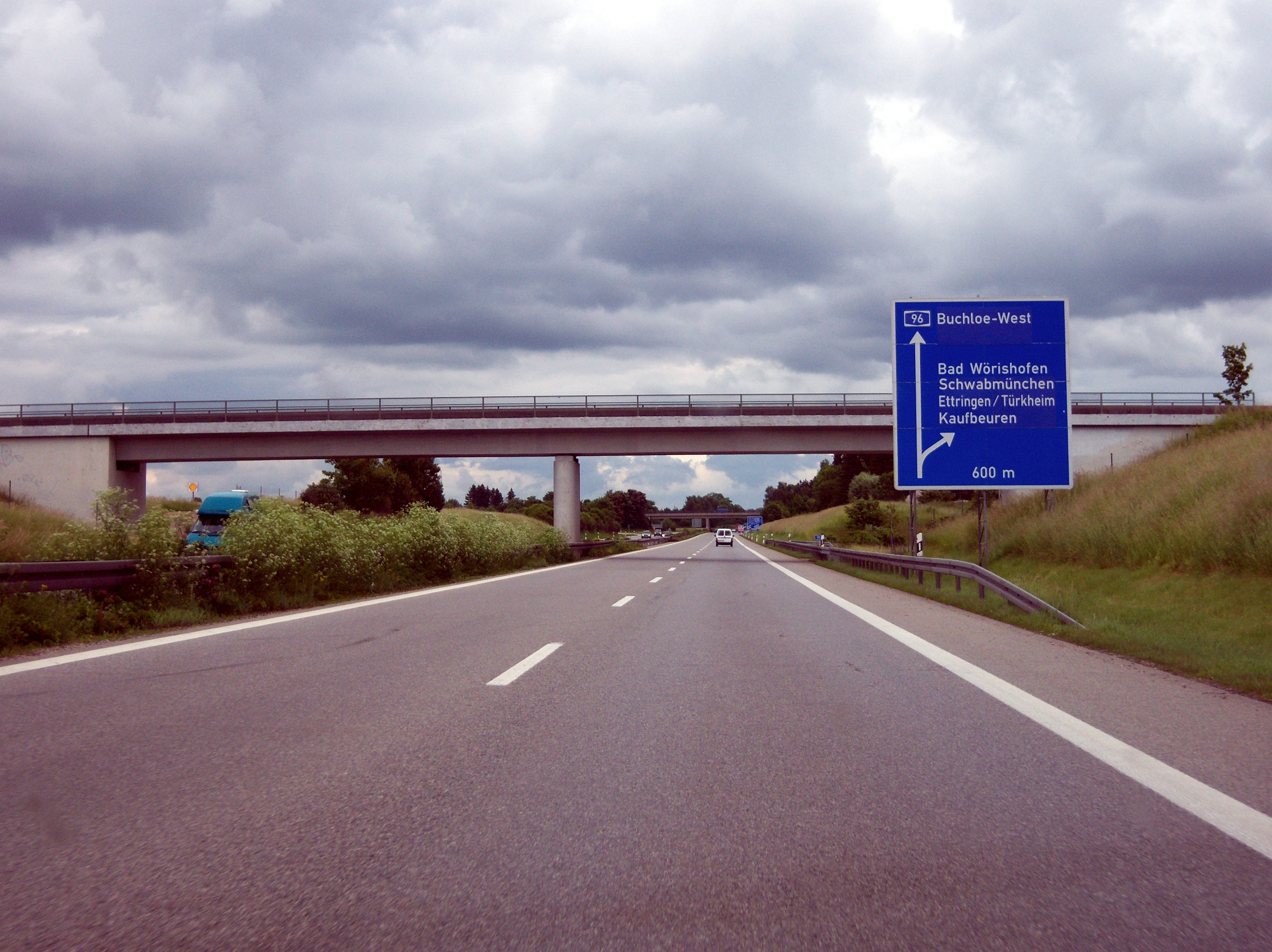
Die östlichste Anschlussstelle der A 96 im Landkreis bei Bad Wörishofen

#### Straßen
Durch das Kreisgebiet führen die Bundesautobahnen 7 und 96, die sich am auf dem Landkreisgebiet liegenden Autobahnkreuz Memmingen schneiden. Weitere Bundesstraßen sind B 16 und B 300.

#### Schienen
Da für den öffentlichen Verkehr zunächst keine Bahnbauten geplant waren, ergriff die Stadt Memmingen die Initiative und erbaute 1862/63 die Illertalbahn, die von Ulm nach Kempten dem Fluss von Norden nach Süden folgt.
Die Bayerische Staatsbahn eröffnete 1874 von Buchloe über Mindelheim eine Strecke nach Memmingen, die 1889 zur Württembergischen Staatsbahn in Richtung Leutkirch–Kißlegg verlängert wurde.
In den folgenden Jahren ergänzten Lokalbahnen das Liniennetz:
- 1894: Kellmünz – Babenhausen
- 1900: Ungerhausen – Ottobeuren
- 1904: Memmingen – Legau
- 1908: Türkheim-Bahnhof – Ettringen, die 1911/12 über Markt Wald nach Gessertshausen verlängert wurde
- 1909: Mindelheim – Pfaffenhausen – Kirchheim, die 1910 eine Querverbindung nach Krumbach – Günzburg erhielt.

Eine Besonderheit stellte die von der Lokalbahn Aktien-Gesellschaft Wörishofen im Jahre 1896 eröffnete Strecke Türkheim-Bahnhof – Bad Wörishofen dar, die bis 1939 elektrisch betrieben wurde.
Der Personenverkehr wurde zwischen 1960 und 1991 auf mehr als einem Drittel des Gesamtnetzes von 156 km stillgelegt:
- 1960: Pfaffenhausen – Kirchheim 6,9 km
- 1964: Kellmünz – Winterrieden – Babenhausen 10,3 km
- 1972: Ungerhausen – Ottobeuren 10,7 km und Memmingen – Kronburg – Legau 16,9 km
- 1982/91: Türkheim-Bahnhof – Ettringen – Markt Wald – Oberneufnach – Gessertshausen 42,4 km

Das reguläre Netz umfasst heute genau 100 km. Außerdem bietet die SVG von Markt Wald in Richtung Augsburg touristische Züge an.

#### Flughafen

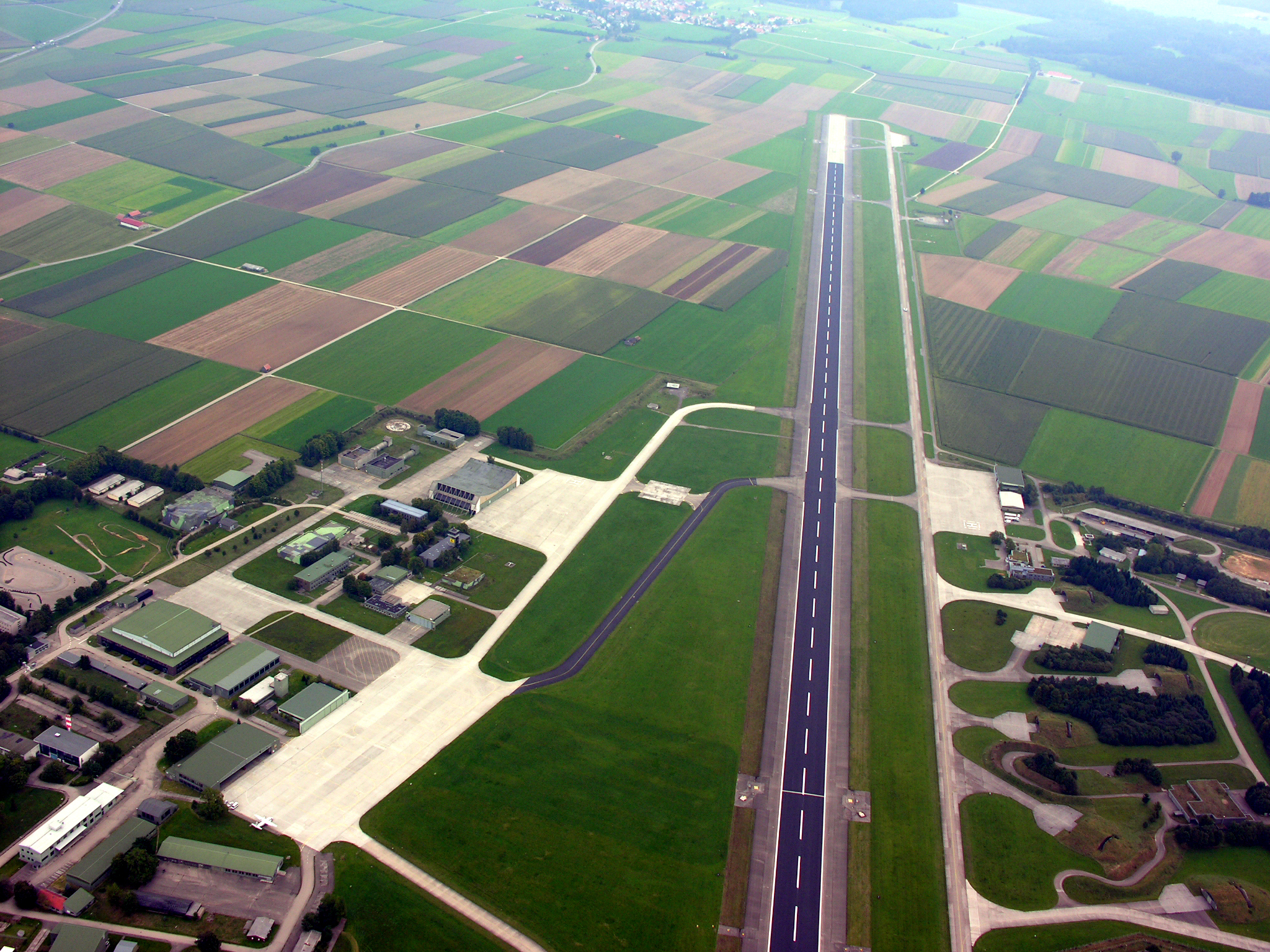
Flughafen Memmingen in Memmingerberg

Über den Flughafen Memmingen ist der Landkreis auch an den Luftverkehr angebunden.

#### Radwege
Der ausgeschilderte Iller-Radweg als touristisches Angebot für Radfahrer durchzieht den Landkreis Unterallgäu von Süden nach Norden. Des Weiteren durchzieht die Radrunde Allgäu den Landkreis.

### Bildungseinrichtungen
Im Kreisgebiet gibt es mehrere Grund- und Hauptschulen. Daneben gibt es je vier Realschulen und Gymnasien. Überregional bekannt sind das Maristenkolleg in Mindelheim (Gymnasium und Realschule), sowie das Gymnasium des Augsburger Schulwerkes, das Marianum Buxheim.

### Kliniken
Im Landkreis gibt es zwei Kliniken in Mindelheim und Ottobeuren.

## Kultur und Sehenswürdigkeiten

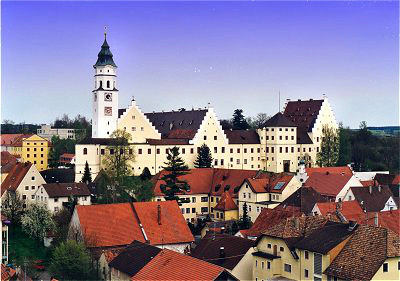
Fuggerschloss in Babenhausen

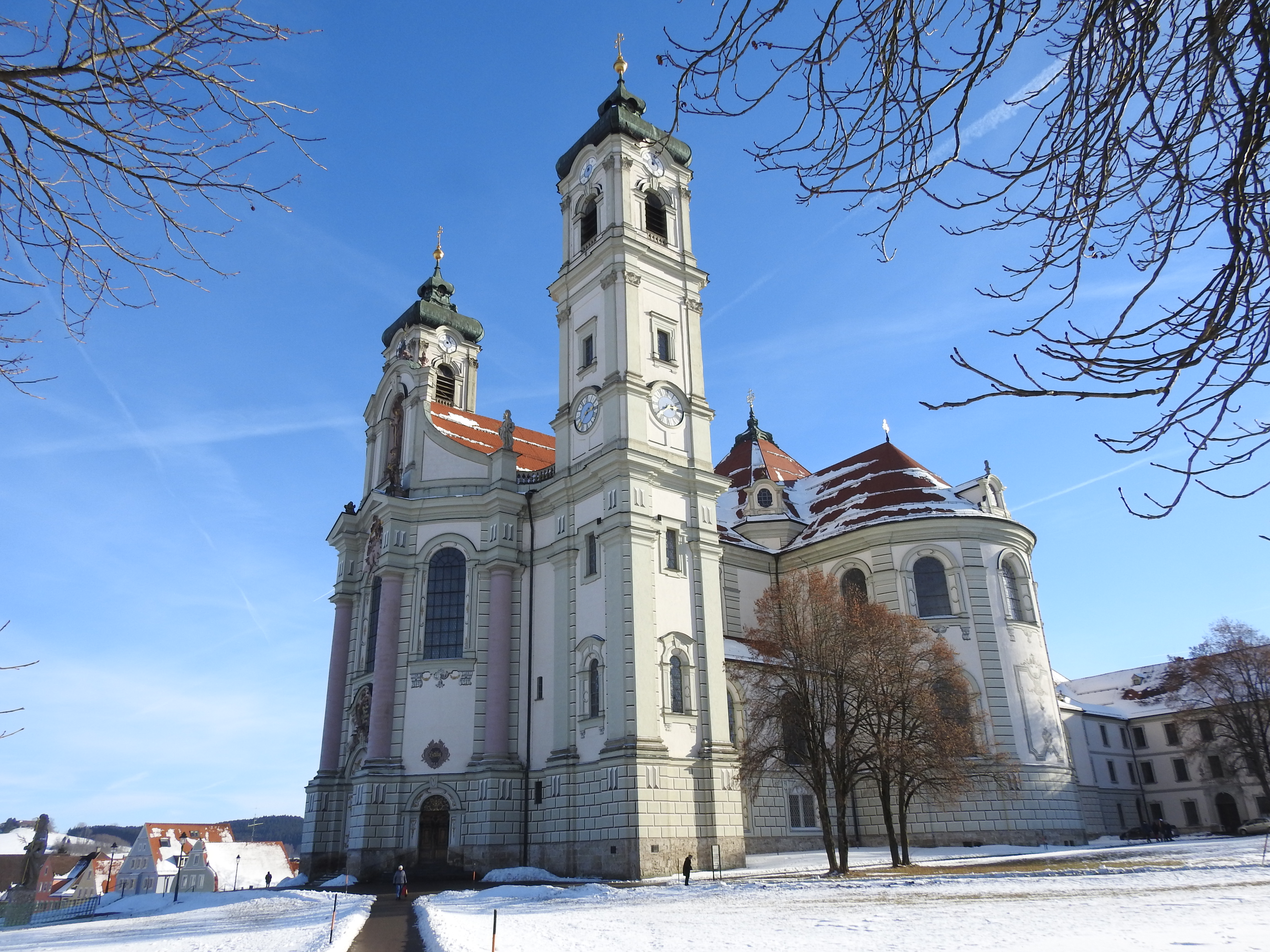
Basilika in Ottobeuren von Nordwesten

Der oberschwäbische Landkreis ist durch viele Sehenswürdigkeiten bekannt. Der Westen war ursprünglich durch die Reichsstadt Memmingen und die umliegenden Klöster geprägt, während der Osten des heutigen Landkreises mit der Herrschaft Mindelheim lange Zeit eine bayerische Exklave in Oberschwaben darstellte. Zu den größten Sehenswürdigkeiten zählen die große und den Ort Ottobeuren beherrschende barocke Klosteranlage, die Benediktinerabtei Ottobeuren. Diese zeugt vom Reichtum des ehemaligen Reichsklosters, das die gesamte Umgebung prägte und einen reichen Grundbesitz hatte. Die ehemalige Kartause Buxheim, ebenfalls ein freies Reichskloster, erlangte nur wenig zusammenhängenden Grundbesitz außerhalb des Klostergebiets um Buxheim, zählt jedoch mit seinen drei Zimmermannkirchen ebenso wie Ottobeuren zu den Höhepunkten der Oberschwäbischen Barockstraße.
Der Norden des heutigen Landkreises war ebenso wie ein kleiner Teil des Ostens durch die Fugger geprägt. Diese bauten das Fuggerschloss Babenhausen in Schwaben sowie das Fuggerschloss Kirchheim in Schwaben. Die Kreisstadt Mindelheim besticht durch die kleine Altstadt mit der Jesuitenkirche und dem Areal um St. Stephan sowie drei Toren aus dem Mittelalter. Über der Stadt thront die Mindelburg und zeugt von der ehemaligen Herrschaft. Dort residierte zum Beispiel der „Vater der Landsknechte“, Georg von Frundsberg. Kaiser Maximilian I. besuchte ihn häufig in seiner Burg.
Zahlreiche weitere Baudenkmäler im Landkreis Unterallgäu zeugen von der reichen Geschichte Mittelschwabens.

## Gemeinden
(Einwohner am 31. Dezember 2024)
| Städte 1. Bad Wörishofen (16.933) 2. Mindelheim (Kreisstadt) (15.531) Märkte 1. Babenhausen (5669) 2. Bad Grönenbach (5780) 3. Dirlewang (2251) 4. Erkheim (3121) 5. Kirchheim in Schwaben (2501) 6. Legau (3242) 7. Markt Rettenbach (4019) 8. Markt Wald (2129) 9. Ottobeuren (8486) 10. Pfaffenhausen (2659) 11. Türkheim (7410) 12. Tussenhausen (3056) Gemeindefreies Gebiet 1. Ungerhauser Wald (3,26 km²) Weitere Gemeinden 1. Amberg (1508) 2. Apfeltrach (974) 3. Benningen (2101) 4. Böhen (767) 5. Boos (2365) 6. Breitenbrunn (2280) 7. Buxheim (3108) 8. Egg an der Günz (1176) | 1. Eppishausen (1941) 2. Ettringen (3483) 3. Fellheim (1116) 4. Hawangen (1260) 5. Heimertingen (1830) 6. Holzgünz (1371) 7. Kammlach (1872) 8. Kettershausen (1898) 9. Kirchhaslach (1321) 10. Kronburg (1772) 11. Lachen (1684) 12. Lauben (1399) 13. Lautrach (1259) 14. Memmingerberg (2957) 15. Niederrieden (1513) 16. Oberrieden (1171) 17. Oberschönegg (1048) 18. Pleß (893) 19. Rammingen (1569) 20. Salgen (1452) 21. Sontheim (2739) 22. Stetten (1480) 23. Trunkelsberg (1739) 24. Ungerhausen (1103) 25. Unteregg (1395) 26. Westerheim (2256) 27. Wiedergeltingen (1480) 28. Winterrieden (933) 29. Wolfertschwenden (2121) 30. Woringen (2134) | Verwaltungsgemeinschaften 1. Babenhausen (Markt Babenhausen und Gemeinden Egg an der Günz, Kettershausen, Kirchhaslach, Oberschönegg und Winterrieden) 2. Bad Grönenbach (Markt Bad Grönenbach und Gemeinden Wolfertschwenden und Woringen) 3. Boos (Gemeinden Boos, Fellheim, Heimertingen, Niederrieden und Pleß) 4. Dirlewang (Markt Dirlewang und Gemeinden Apfeltrach, Stetten und Unteregg) 5. Erkheim (Markt Erkheim und Gemeinden Kammlach, Lauben und Westerheim) 6. Illerwinkel mit Sitz in Legau (Markt Legau und Gemeinden Kronburg und Lautrach) 7. Kirchheim in Schwaben (Markt Kirchheim in Schwaben und Gemeinde Eppishausen) 8. Memmingerberg (Gemeinden Benningen, Holzgünz, Lachen, Memmingerberg, Trunkelsberg und Ungerhausen) 9. Ottobeuren (Markt Ottobeuren und Gemeinden Böhen und Hawangen) 10. Pfaffenhausen (Markt Pfaffenhausen und Gemeinden Breitenbrunn, Oberrieden und Salgen) 11. Türkheim (Markt Türkheim und Gemeinden Amberg, Rammingen und Wiedergeltingen) |

## Kfz-Kennzeichen
Am 5. August 1974 wurde dem Landkreis das seit dem 1. Juli 1956 für den Landkreis Mindelheim gültige Unterscheidungszeichen MN (Mindelheim) zugewiesen. Es wird durchgängig bis heute ausgegeben.
Bis in die 1990er Jahre erhielten Fahrzeuge aus dem Altkreis Memmingen Kennzeichen mit den Buchstabenpaaren AA bis DZ und den Zahlen von 100 bis 999.
Die Einführung des neuen Autokennzeichens UA (Unterallgäu) scheiterte seinerzeit an den massiven Protesten der Bevölkerung.